# IrcII
ircII (произносится как i-r-c-two или irk-two, и иногда упоминается как IRC client, second edition [с англ. — «IRC-клиент, вторая редакция»]) — это свободный IRC и ICB-клиент для UNIX, написанный на Си. Первоначально выпущенный в конце 1980-х, он является старейшим поддерживаемым IRC-клиентом. Некоторые другие IRC-клиенты для UNIX, включая BitchX, EPIC и ScrollZ, изначально были форками ircII. Для некоторых,[кто?] ircII установил стандарт качества для IRC-клиентов, однако другие клиенты с тех пор обогнали ircII в плане популярности. Приложение продвигалось как «быстрое, стабильное, лёгкое, переносимое и easily backgrounded».
ircII работает в текстовой среде командной оболочки. Приложение не имеет ни меню, ни всплывающих окон, ни любых других элементов графического интерфейса, а также поддержки CTCP SOUND, имеющейся во многих графических IRC-клиентах, таких как xChat.
ircII был первым IRC-клиентом с реализацией протоколов CTCP и DCC, и первым клиентом с реализацией передачи файлов через IRC. Протокол CTCP был реализован Michael Sandrof в 1990 году для версии 2.1. Протокол DCC был реализован Troy Rollo в 1991 году для версии 2.1.2,, но никогда не предназначался для переноса на другие IRC-клиенты